# Elymnias baweana
Elymnias baweana är en fjärilsart som beskrevs av Hagen 1896. Elymnias baweana ingår i släktet Elymnias och familjen praktfjärilar. Inga underarter finns listade i Catalogue of Life.